# Abisso delle Spade
L'Abisso delle Spade è una cavità carsica situata sul versante nord della Grigna Settentrionale, nel territorio di Esino Lario, a una quota di 2050 metri s.l.m. L’ingresso si apre nella zona del Moncodeno, vicino alla madonnina posta lungo il sentiero che dal Rifugio Bogani conduce all’Ometto del Bregai e alla vetta della Grigna Settentrionale.

## Esplorazioni
La prima esplorazione dell’abisso è stata effettuata nel novembre 1973 dal Gruppo Grotte Milano (GGM), con un primo rilievo parziale. Successivamente, tra il 1976 e il 1977, il GGM ha esplorato la grotta fino alla profondità massima di -157 m, individuando un grande pozzo verticale di 120 metri riccamente decorato da lame di ghiaccio.
Nel 1977 è stato scoperto un ramo laterale che termina a -135 m. Studi successivi hanno dimostrato che la quantità di ghiaccio presente all’interno può variare notevolmente nel corso degli anni.

## Morfologia della grotta
La cavità è caratterizzata da una successione di pozzi e scivoli detritici. L’ingresso conduce a un primo salto di 30 metri, seguito da uno scivolo che porta alla strettoia d’accesso del grande pozzo di 120 metri. Quest’ultimo è ricoperto da colate di ghiaccio e da spettacolari lame cristallizzate.
Il fondo della grotta è un ambiente allungato, in parte occupato da depositi di neve e ghiaccio. Sono presenti fessure laterali che potrebbero rappresentare possibili prosecuzioni, alcune delle quali potrebbero essere raggiunte solo tramite arrampicata su ghiaccio.
A -60 metri si apre una galleria in forte pendenza che termina in un pozzo di ghiaccio, rilevato visivamente durante le esplorazioni.

## Dinamiche ambientali
L'Abisso delle Spade si comporta come un "ingresso basso" di un sistema di circolazione d’aria sotterraneo, con forti correnti d’aria di origine ancora sconosciuta. L’esplorazione della grotta in periodi di scarso innevamento potrebbe permettere ulteriori scoperte.